# Бадоян Завен Левонович
Завен Бадоян (вірм. Զավեն Բադոյան, нар. 22 грудня 1989, Єреван) — вірменський футболіст, півзахисник білоруського «Гомеля».

## Клубна кар'єра
Завен Бадоян народився в Єревані. Бадоян спробував себе в кількох видах спорту і в підсумку вирішив продовжити кар'єру футболіста. У 6 років пішов у футбольну школу ФІМА, першим тренером став Левон Барсегян.
З 16 років професійно виступає в чемпіонаті Вірменії. 2006 року пописав контракт з єреванською «Кілікією», за яку виступав протягом двох сезонів, взявши участь у 40 матчах чемпіонату. Більшість часу, проведеного у складі «Кілікії», був основним гравцем команди.
2008 року проходячи службу в армії виступав за «Гандзасар», з яким завоював бронзові медалі першості та перші медалі в своїй кар'єрі.
У січні 2010 року пройшов перегляд у діліжанского «Імпульсі», з яким згодом уклав контракт. Бадоян став в команді основним гравцем, провівши 27 матчів із 28 можливих, таких же показників досягли Артур Петросян та Аветік Киракосян (капітан команди).
У грудні 2011 року уклав чотирирічний контракт з білоруським БАТЕ. Відіграв за команду з Борисова протягом наступних двох років лише 16 матчів в національному чемпіонаті.
На початку 2014 року став гравцем іншого білоруського клубу, «Гомеля».

## Виступи за збірні
Наприкінці квітня 2010 року був викликаний до складу молодіжної збірної Вірменії, а вже 20 травня того ж року дебютував у складі молодіжки проти однолітків з Естонії.
2011 року Бадоян став потрапляти в поле зору тренерського штабу національної збірної. Причиною стали прогресування в складі «Імпульсу». Перед грою в Санкт-Петербурзі головний тренер Вардан Мінасян включив Бадояна в список на майбутній матч з російської збірної. Однак на поле Завен так і не вийшов. Дебют Бадояна відбувся 10 серпня у грі проти збірної Литви, який завершився поразкою з рахунком 0:3.
Наразі провів у формі головної команди країни 5 матчів.

## Титули і досягнення
- Чемпіон Білорусі (2):

БАТЕ: 2012, 2013
- Чемпіон Вірменії (2):

Пюнік: 2014-15
Алашкерт: 2016-17
- Володар Суперкубка Білорусі (1):

БАТЕ: 2013
- Володар Кубка Вірменії (3):

Пюнік: 2014-15
Бананц: 2015-16
Арарат: 2020-21